# Estação Santa Marina
A Estação Santa Marina será uma das futuras estações do Metrô de São Paulo e pertencerá à Linha 6–Laranja e 20-Rosa, atualmente a estrutura que atenderá a linha 6 se encontra em obras e a área que atenderá a linha 20 com a área desapropriada e definida.
a Linha 6 deverá interligar o bairro de Vila Brasilândia, na Zona Norte, à Estação São Joaquim, da Linha 1–Azul. Posteriormente, a linha deverá interligar a Rodovia dos Bandeirantes ao bairro de Cidade Líder, na Zona Leste.
A Estação Santa Marina ficará localizada na confluência entre as Avenidas Santa Marina e Comendador Martinelli, próximo à Avenida Ermano Marchetti e à Ponte da Freguesia do Ó, no bairro da Água Branca, situado no distrito da Barra Funda, Zona Oeste.
Em 1° de fevereiro de 2022 uma parte da obra na altura da estação desabou, sem registro de vítimas.

## História
A estação começou a ser construída oficialmente em 22 de setembro de 2015, quando sua entrega estava prevista para meados de 2021. Posteriormente, o governador Geraldo Alckmin prometeu a entrega da primeira fase da linha para 2020, prazo este que acabaria descartado devido a um atraso de um ano no financiamento da Caixa Econômica Federal, que seria usado para o pagamento das desapropriações. Em 2017, a previsão de entrega da linha era no primeiro semestre de 2021, sendo que o prazo dado pelo Governo de São Paulo para o reinício das obras era até junho de 2017. Atualmente, a entrega da linha está prevista para 2025.

## Linha 6
A Linha 6 deverá interligar o bairro de Vila Brasilândia, na Zona Norte, à Estação São Joaquim, da Linha 1–Azul. Posteriormente, a linha deverá interligar a Rodovia dos Bandeirantes ao bairro de Cidade Líder, na Zona Leste.

## Linha 20
A Linha 20 irá interligar o Bairro Santa Marina à região do ABC Paulista passando pelas cidades de São Bernardo do Campo e Santo André, a linha irá contar com 2 pátios de estacionamento, dentre eles, o Pátio Santa Marina, que está localizado nas proximidades da estação.

## Características
Estação enterrada com plataformas laterais, estruturas em concreto aparente e salas de apoio ao nível da superfície. Possuirá acesso para pessoas portadoras de deficiência.
| Sigla | Estação      | Inauguração              | Capacidade     | Integração               | Plataformas | Posição     | Notas                                      |
| ----- | ------------ | ------------------------ | -------------- | ------------------------ | ----------- | ----------- | ------------------------------------------ |
| STM   | Santa Marina | Segundo semestre de 2026 | Não confirmada | Bilhete Único da SPTrans | Laterais    | Subterrânea | Estação com estrutura de concreto aparente |

## Funcionamento da linha
| Linha     | Terminais                  | Estações | Conexões | Duração das viagens (min) | Intervalo entre trens (s) | Funcionamento                     |
| --------- | -------------------------- | -------- | --- | ------------------------- | ------------------------- | --------------------------------- |
| 6 Laranja | Brasilândia ↔ São Joaquim  | 15       | Água Branca (Linhas 3-Vermelha, 7-Rubi, 8-Diamante e 9-Esmeralda), Higienópolis-Mackenzie (Linha 4-Amarela) e São Joaquim (Linha 1-Azul) | 23                        | 75                        | Em construção                     |
| 20 Rosa   | Santa Marina ↔ Santo André | 24       | Linha 1-Azul Linha 2-Verde Linha 4-Amarela Linha 5-Lilás Linha 6-Laranja Linha 7-Rubi Linha 10-Turquesa Linha 19-Celeste Linha 22-Marrom | -                         | -                         | Em fase final de estudos técnicos |